# El Toro (Zulia)
El Toro es una localidad venezolana ubicada en la isla de Toas, es la capital del municipio Almirante Padilla del Estado Zulia.
El Toro se localiza entre el lago de Maracaibo y el golfo de Venezuela. Fue fundada en 1774 como parte del proceso de colonización que llevó a cabo el Imperio español en las costas del lago, para entonces formaba parte de la antigua Provincia de Maracaibo. Desde entonces sirvió como uno de los principales centros de extracción de piedra caliza para la construcción de edificaciones militares y civiles de la región zuliana.
La economía de El Toro se centra principalmente en la pesca, las salinas y la minería, destacándose en esta última el comercio de cemento, caliza, granzón y cal. El turismo ha experimentado un crecimiento moderado desde la década de 1990.